# Каменская сельская община (Закарпатская область)
Каменская сельская общи́на (укр. Кам'янська сільська громада) — территориальная община в Береговском районе Закарпатской области Украины.
Административный центр — село Каменское.
Население составляет 9 436 человек. Площадь — 72,5 км².

## Населённые пункты
В состав общины входит 8 сёл: Арданово, Богаревица, Воловица, Дунковица, Каменское, Медяница, Сельцо, Хмельник.